# Alluwamna
Alluwamna était un roi Hittite (Royaume de Hatta), du milieu du XVe siècle av. J.-C.